# OverDrive, Inc.

rigth

OverDrive es un distribuidor digital estadounidense de libros electrónicos, audiolibros, música y títulos de vídeo. La empresa proporciona una gestión segura, servicios de gestión de derechos y servicios de descargas digitales para editoriales, bibliotecas, escuelas, y minoristas.
El catálogo de OverDrive incluye más de 2 millones de títulos digitales de más de 5.000 editores. su red global incluye más de 27.000 bibliotecas y escuelas. Fue fundada en 1986 y está situado en Cleveland, Ohio.

## Historia
OverDrive fue fundada en 1986 e inicialmente convertía medios analógicos a formatos digitales como disquetes interactivos y CD-ROM. A medida que Internet se convirtió en una forma confiable de distribución de medios digitales, OverDrive trasladó sus servicios hacia servicios sobre internet. En 2000, la compañía abrió la empresa Reserva de contenidos, un repositorio de libros electrónicos descargables sobre la red.
En 2011, lanzó su OverDrive Catálogo WIN, que extiende el valor de las bibliotecas digitales para editoriales, bibliotecas y lectores con opciones como "Buy It Now", "Recomendar a la biblioteca" y "Autor Impresiones".
En 2012, la compañía anunció una serie de actualizaciones de servicios de próxima generación, incluyendo: OverDrive Lee, una experiencia de lectura electrónica basada en el navegador; streaming de audio libros, que permiten el acceso bajo demanda a través de los audiolibros de OverDrive Media Console aplicaciones; Estación de OverDrive Media, una plataforma que permite a los clientes navegar por colecciones digitales de su biblioteca en monitores de pantalla táctil y estaciones de trabajo públicos de Internet; Siguiente Generación Reserva contenido, un portal colección desarrollo aerodinámico; y las API de OverDrive, que permiten a los desarrolladores integrar contenido OverDrive en nuestras aplicaciones y tecnología.

## Bibliotecas y escuelas
OverDrive lanzó en 2002 su plataforma "Reserva de biblioteca digital" para descargas de libros desde bibliotecas públicas. El servicio de distribución de libros electrónicos incluye un sitio web de descarga personalizado y acceso al contenido portal de desarrollo de la colección de Reserva, entre otras características. En 2004, la plataforma se convirtió en un proveedor de descargas de audiolibros con protección DRM.
En 2005 OverDrive comenzó a instalarse en estaciones dentro de las bibliotecas públicas y se comenzó a añadir música a su plataforma de biblioteca. OverDrive añadió videos descargables en abril de 2006. En 2007, la compañía puso en marcha su "biblioteca para descargas escolares", un servicio de libros electrónicos para escuelas K-12 basados en la Biblioteca de la Reserva digital. En marzo de 2008, la compañía anunció planes para ofrecer audiobooks MP3 a bibliotecas públicas, así como los minoristas.
A partir de agosto de 2012, la red de OverDrive incluyó a más de 19.000 bibliotecas y 1.000 escuelas en 50 países en todo el mundo.

## Contenido
En octubre de 2013 el contenido de Overdrive incluye una selección de más de 1.8 millones de libros electrónicos, audiolibros y otros contenidos digitales en más de 64 idiomas.

## Compatibilidad de dispositivos
OverDrive es compatible con todos los dispositivos de lectura electrónica, incluyendo Android, Blackberry, ChromeOS (a través de Android compatibilidad cruzada]), iPad, iPhone, Kindle (sólo EE. UU.), Kobo, Mac, Nook, Sony Reader, Palm (a través de Pocket Tunes Deluxe [13]), y Windows, además puede ser instalado en linux mediante Wine.

## Venta al por menor
Antes de su entrada al mercado de bibliotecas, OverDrive distribuía libros para un número de empresas de distribución de contenidos sobre la red. En 2002, OverDrive fue seleccionado como el distribuidor de libros de HarperCollin para la publicación de tiendas en línea.
En 2005 lanza tiendas en línea para Harlequin Enterprises. En 2008 anuncia que proveria servicios de descargas de libros para el grupo Bordes.
OverDrive se asoció con empresas tecnológicas como Adobe, Microsoft, Mobipocket y Nokia. En 2008 Adobe i OverDrive se unen y anuncian que OverDrive sería el codesarrollador y operador de adobe ADEPT, un servicio de hosptedaje DRM para proteger archivos reproducidos con Adobe Digital Editions.
En 2012 lanza junto a Nokia, Nokia Reading, una aplicación de lectura de libros electrónicos y servicio para sus teléfonos Nokia Lumia Windows 900, 800, 710 y 610.

## Productos y servicios
Los servicios de descarga de OverDrive incluyen varios programas como productos de servicio para bibliotecas, minoristas, escuelas, editores y milicias. La aplicación Overdrive, anteriormente conocida "Reserva de Contenidos", sirve como un portal de desarrollo de la colección. Los editores pueden subir su contenido a eOverDrive y aplicar DRM para proteger sus contenidos.
Las bibliotecas pueden crear su sitio en Overdrive y añadir contenido a su sitio web sucursal virtual. Los minoristas también pueden utilizar Overdrive mercado para abastecer sus tiendas en línea.
Otros productos basados en la web de Overdrive para la protección y gestión de contenidos incluyen: Private Reserve, un repositorio en línea privado para los titulares de derechos para subir, organizar, proteger y distribuir sus libros electrónicos, documentos y otro material digital; MIDAS, una solución de e-retail de marca blanca que permite a los minoristas para vender medios de OverDrive distribuidos; y Adobe ADEPT, un servicio alojado para proteger los archivos vistos con Adobe Digital Editions.
OverDrive Media Console: Es una aplicación de distribución, retiro y lectura o reproducción de libros electrónicos, audiolibros, música y vídeos en un reproductor de medios patentada llamada OverDrive Media Console, que está disponible para las plataformas Windows y Mac, así como Android, Blackberry, iOS (iPhone, iPad, iPod Touch), y Windows Phone 7; en algunos dispositivos, libros electrónicos también se pueden descargar y reproducir en el software Adobe Digital Editions. OverDrive también es compatible con libros electrónicos Kindle de formato.
Las bibliotecas que ofrecen libros, audiolibros y otros medios digitales a sus usuarios pueden ser encontradas a través del portal Buscar Overdrive y a su vez el sitio permite la descarga y reproducción de libros de estas bibliotecas para su uso en ordenadores y dispositivos móviles.

## Eventos
OverDrive celebra una reunión del grupo de usuarios bienal llamado Digipalooza para entrenar y educar a los bibliotecarios en el servicio de descarga. Es celebrada en Cleveland, Ohio, el evento se centra en las tendencias, las mejores prácticas y las ideas de extensión para sitios web de descarga de bibliotecas públicas.
En la Conferencia Nacional de la Asociación de Bibliotecas Públicas de 2008, OverDrive reveló planes preliminares para la biblioteca móvil digital de gira a nivel nacional. La exposición itinerante se encuentra dentro de un camión de 18 ruedas y visitas bibliotecas públicas de toda la red de OverDrive. En el interior del tractor-remolque, estaciones de aprendizaje guían clientes a través de todos los aspectos del servicio de descarga de su biblioteca pública. A partir de agosto de 2012, OverDrive ha acogido más de 500 eventos Bookmobile digital en las bibliotecas y centros comunitarios en toda América del Norte.
En 2011, el CEO de OverDrive, Steve Potasa, hizo insinuaciones obvias que el Kindle de Amazon se uniría a otros eReaders importantes en las bibliotecas públicas a partir de septiembre de 2011. En su "Informe de la bola de cristal", durante la última sesión del mes de julio de 2011 Rueda Digipalooza de OverDrive, él insinuó el mes con la siguiente lista:
- Racionalización (tanto la descarga y el pedido)
- Explosión (hemos pasado de dos dispositivos de lectura a 85 y más están por llegar)
- Prima (el catálogo de la biblioteca como el, sitio de valor añadido premium más en la Web)
- Tráfico (enorme crecimiento que viene a finales de año)

El 21 de septiembre de 2011, OverDrive apoyó el préstamo de libros desde bibliotecas públicas mediante el dispositivo Kindle.
El 18 de septiembre de 2014, OverDrive debutó el "dia internacional de la Lectura de libros electrónicos", una fiesta anual para celebrar y crear conciencia para la lectura en dispositivos digitales." Antes y en ese día, OverDrive animó "a los lectores de todo el mundo" a participar "por la elección de millones de libros gratis desde su biblioteca local o la compra de un libro electrónico de un minorista en línea". Además, durante todo el día, OverDrive celebro "la fiesta regalando tabletas y dispositivos cada hora en la página web del evento (www.readanebookday.com) y mediante redes sociales para que los lectores contaran la historia de lo que los eBooks significan para ellos, mediante el uso de la #eBookDay hashtag en Facebook o Twitter para contar su historia, o comentar directamente en el sitio web del evento.